# Waldeck, Hessen
Waldeck är en stad i Landkreis Waldeck-Frankenberg i Regierungsbezirk Kassel i förbundslandet Hessen i Tyskland.
Städerna Sachsenhausen och Waldeck med kommunerna Alraft, Höringhausen, Netze und Nieder-Werbe bildade 1 oktober 1971 den nya staden Waldeck. Dehringhausen, Freienhagen och Ober-Werbe uppgick i staden 1 januari 1974.